# Kristine Kathryn Rusch
Kristine Kathryn Rusch (Oneonta, 1960) é uma escritora norte-americana de mistério, romance, ficção científica e fantasia. Tem escrito muitos livros sob nomes diferentes como Kristine Grayson para romance, e Kris Nelscott para mistério. Suas obras têm estado nas listas de best-sellers em Londres e da América do Norte, e tem sido publicada em 14 países e em 13 idiomas diferentes.

## Biografia
Kristine Kathryn Rusch nasceu no estado de Nova Iorque em Oneonta, em 1960.
É casada com o escritor Dean Wesley Smith com quem fundou em 1988 a editorial Pulphouse Publishing, que publicava ficção científica e suspense.

## Prêmios
Seus prêmios variam desde o Ellery Queen Readers Choice Award até o John W. Campbell. É a única pessoa na história da ficção científica a ganhar um Prêmio Hugo por edição e outro Hugo por ficção. Alguns de seus contos foram publicados em seis coletâneas de Year's Best.
Em 2001, seu conto, "Millennium Babies" ganhou o prêmio Hugo. Nesse ano, também recebeu o Herodotus Award de Melhor Romance Histórico de Mistério (por suas séries escritas baixo o pseudônimo de Kris Nelscott) e o Romantic Times Reviewers Choice Award de Melhor Romance Paranormal (por sua novela Utterly Charming, escrita sob o pseudónimo de Kristine Grayson).
Em 1999, seu conto "Echea" foi nomeado para os prêmios Locus, Nébula, Hugo e Sturgeon e ganhou o prêmio Homer e o Asimov's Reader's Choice Award. No mesmo ano, ganhou o Ellery Queen Reader's Choice Award e o Science Fiction Age Reader's Choice Award, se convertendo assim na primeira escritora em ganhar três prêmios Reader's Choice diferentes, por três histórias diferentes, em dois gêneros diferentes, no mesmo ano.
No ano 2000 escreveu a versão em romance do conhecido filme X-Men; e publicou, junto com Dean Wesley Smith, a novela The 10th Kingdom, baixo o nome de Kathryn Wesley.
Atualmente, escreve em quatro gêneros: a série Retrieval Artist em Ficcão Científica; a série Smokey Dalton em Suspense (sob o pseudônimo de Kris Nelscott); a série Fates em Romance (sob o pseudnimo de Kristine Grayson); e logo, as série Fantasy Life em Fantasia.
Foi editora da prestigiosa revista The Magazine of Fantasy & Science Fiction.

## Trabalhos em Português
- Da série Smokey Dalton, o livro "Estrada Perigosa - A Maior E Mais Terrível Descoberta Do Famoso Detetive" foi publicado pela editora Landscape em 2004.[8]